# Cynolebias
Cynolebias ist eine Gattung der Saisonfische aus der Familie Rivulidae und gehört zur Gruppe der Eierlegenden Zahnkarpfen. Die 21 beschriebenen Arten der Untergattung Cynolebias bewohnen temporäre Gewässer in der Caatinga im Nordosten Brasiliens. Die monotypische Untergattung Bathylebias ist in einem kleinen Gebiet des oberen Rio Paranã beheimatet, einem Zufluss des Rio Tocantins.

## Merkmale
Cynolebias-Arten sind Saisonfische, d. h., sie bewohnen Gewässer, welche regelmäßig austrocknen. Die Trockenzeit überdauern die Fische im Ei-Stadium im Bodengrund. Die Gattung Cynolebias beinhaltet Arten sehr unterschiedlicher Größe. Die kleinsten Arten erreichen eine Länge von nur 5 cm und die größten Arten erreichen eine Länge von 20 cm. Die Gattung Cynolebias unterscheidet sich von den anderen Gattungen des Tribus Cynolebiini dadurch, dass die Muskeln mit dem hinteren Teil des dorsalen Kiemenskeletts verbunden sind und der dorsale Teil des Schultergürtels breiter ist. Bei der monotypischen Untergattung Bathylebias sind diese Muskeln jedoch nicht so breit, dass der Muskel „levator posterior“ seitlich sichtbar ist.

## Arten

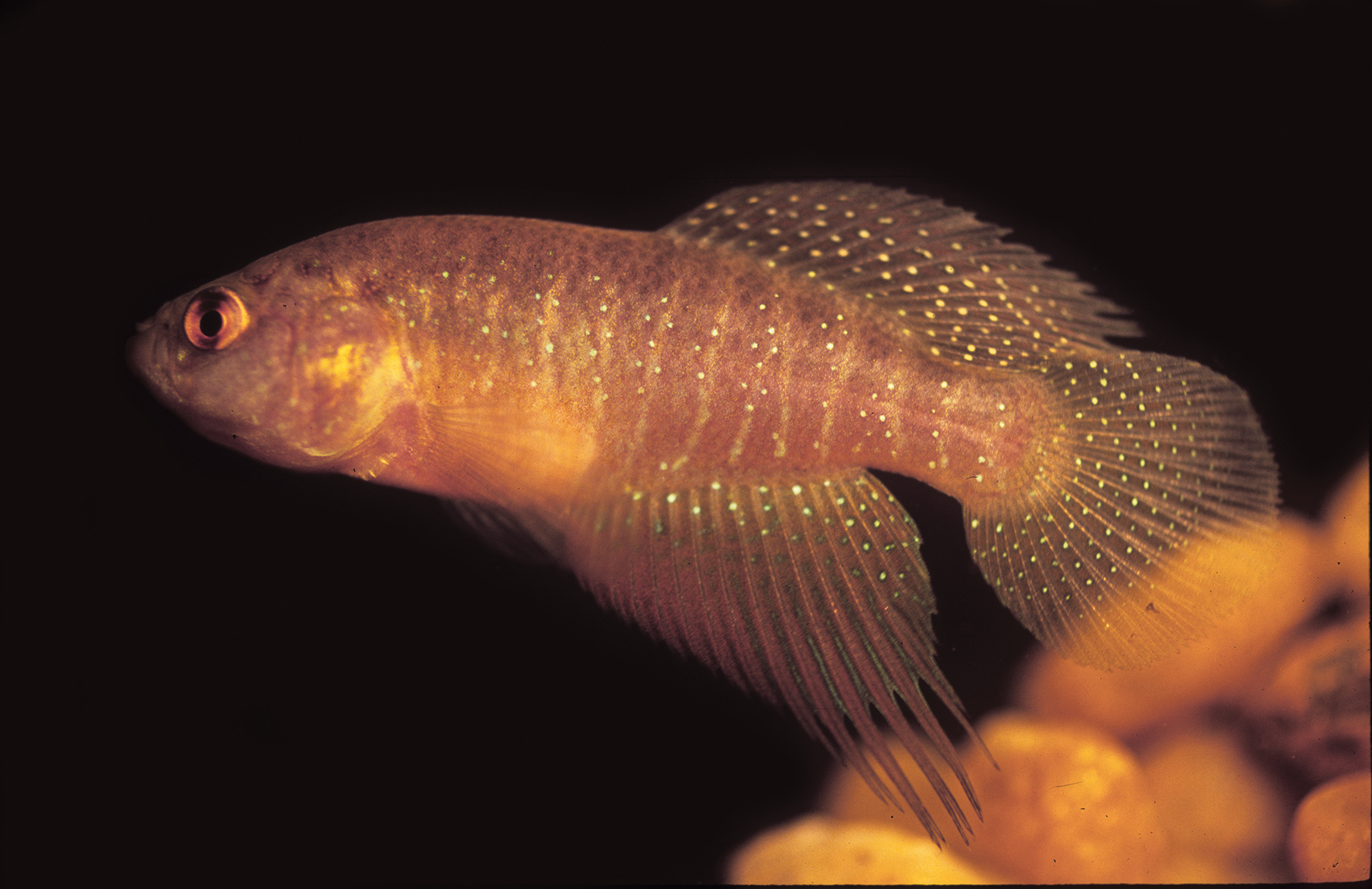
Cynolebias elegans

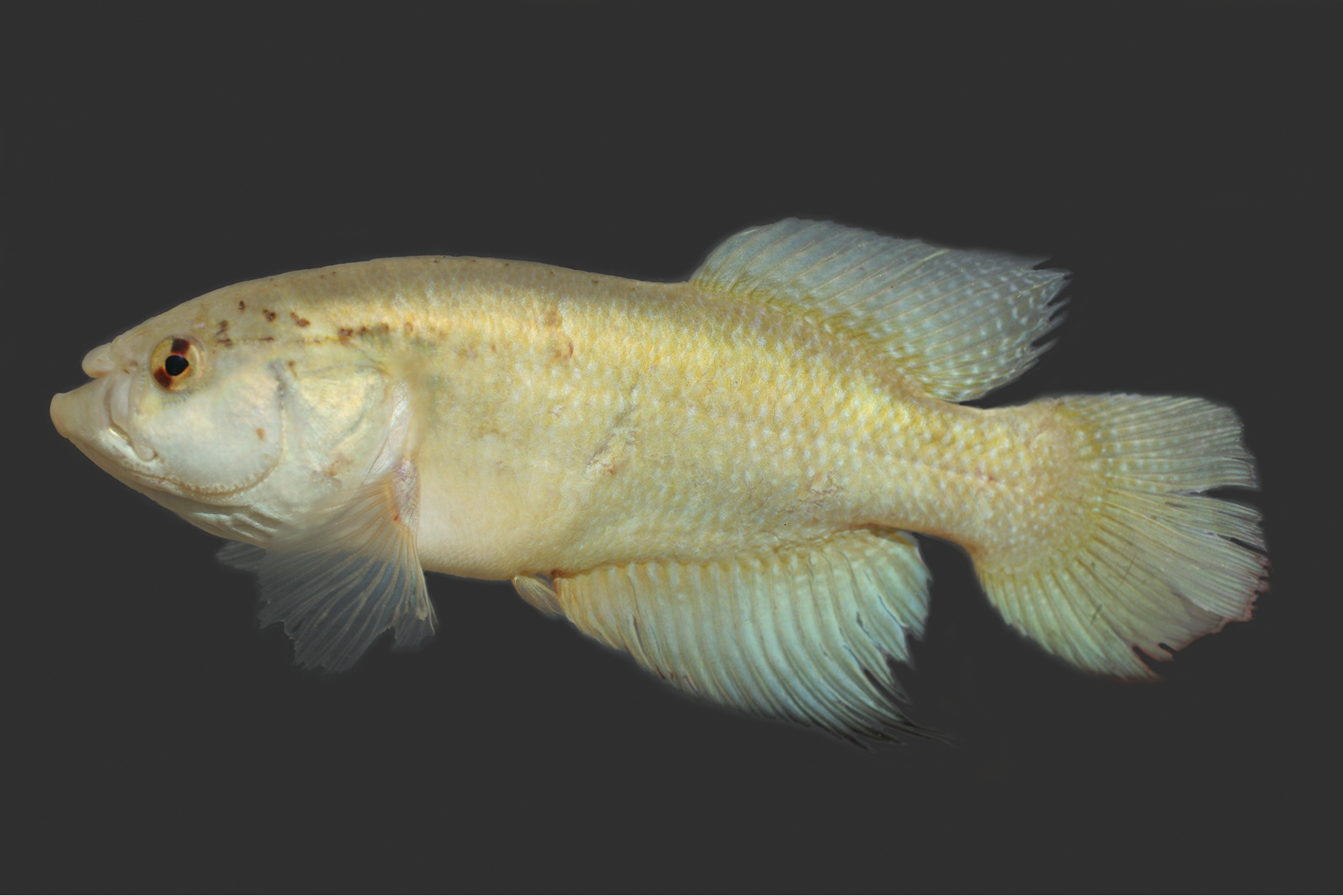
Cynolebias gorutuba

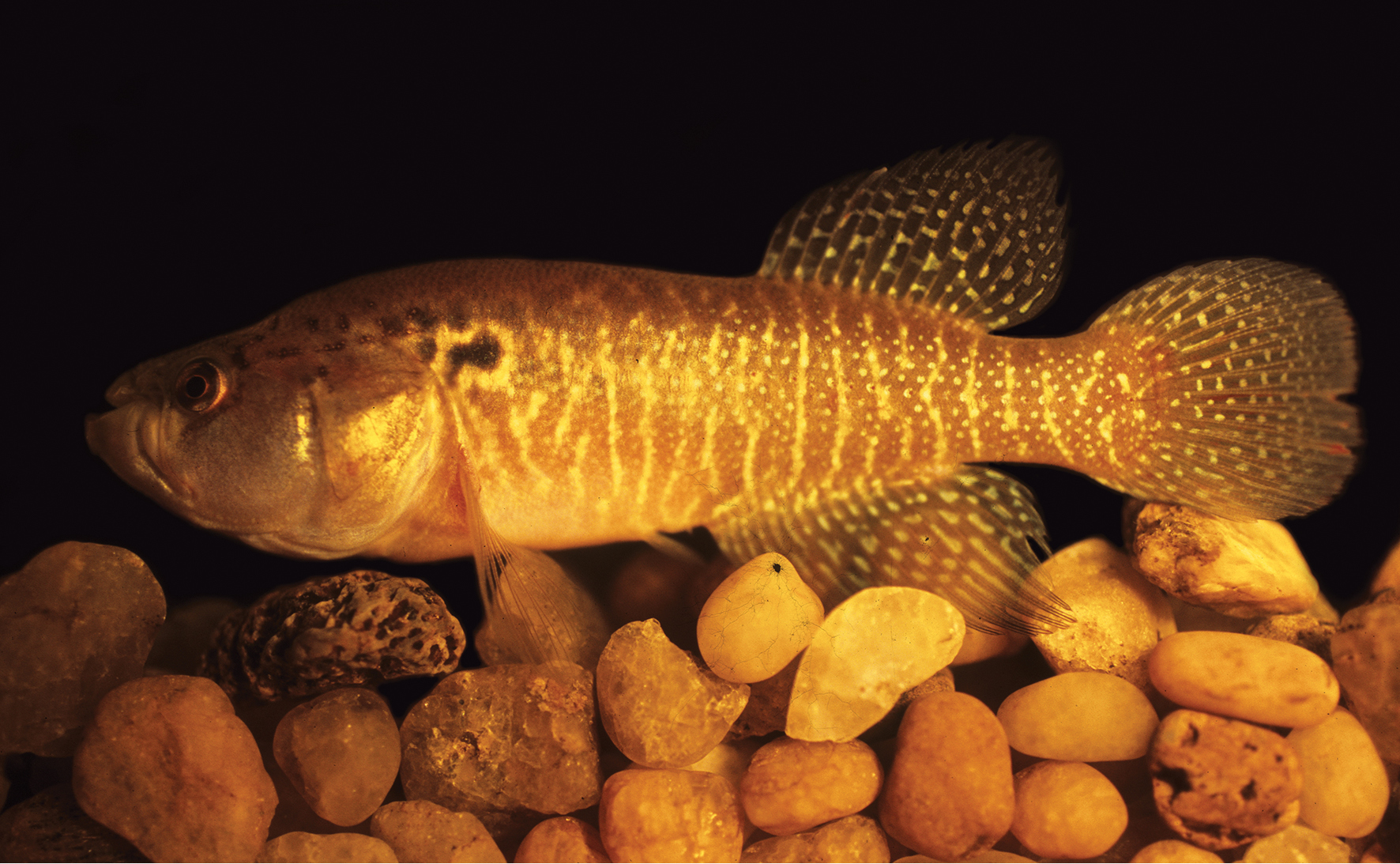
Cynolebias oticus

Die Gattung Cynolebias umfasst folgende 22 Arten:
- Untergattung Bathylebias Costa, 2008

- Cynolebias griseus Costa, Lacerda & Brasil, 1990

- Untergattung Cynolebias Steindachner, 1876
  - gilbertoi-Komplex
    - Cynolebias elegans Costa, 2017
    - Cynolebias gilbertoi Costa, 1998
    - Cynolebias ochraceus Costa, 2014

  - porosus-Komplex
    - Cynolebias akroa Nielsen, Martins, Araujo, Lira & Faour Martín, 2018
    - Cynolebias itapicuruensis Costa, 2001
    - Cynolebias microphthalmus Costa & Brasil, 1995
    - Cynolebias obscurus Costa, 2014
    - Cynolebias paraguassuensis Costa, Suzart & Nielsen, 2007
    - Cynolebias parnaibensis Costa, Ramos, Alexandre & Ramos, 2010
    - Cynolebias porosus Steindachner, 1876

Synonym: Cynolebias albipunctatus Costa & Brasil, 1991
- Cynolebias roseus Costa, 2014
- Cynolebias vazabarrisensis Costa, 2001

- rectiventer-Komplex

- Cynolebias rectiventer Costa, 2014

- perforatus-Komplex

- Cynolebias altus Costa, 2001
- Cynolebias attenuatus Costa, 2001
- Cynolebias gibbus Costa, 2001
- Cynolebias gorutuba Costa, 2017
- Cynolebias leptocephalus Costa & Brasil, 1993
- Cynolebias oticus Costa, 2014
- Cynolebias parietalis Costa, 2014
- Cynolebias perforatus Costa & Brasil, 1991